# Rotkopfspecht
Der Rotkopfspecht (Melanerpes erythrocephalus) ist eine Spechtart aus der Gattung Melanerpes innerhalb der Unterfamilie der Echten Spechte (Picinae). Das stark fragmentierte Verbreitungsgebiet des unverkennbaren, etwa buntspechtgroßen Vogels umfasst den mittleren und östlichen Teil der USA und kleine Bereiche im Süden Kanadas. Die fallweise beschriebenen Unterarten werden nicht allgemein anerkannt.

## Aussehen
Bei einer Durchschnittsgröße von etwa 22 Zentimetern erreicht der Rotkopfspecht knapp die Länge des heimischen Buntspechtes. Kennzeichnend und namensgebend ist der glänzende, einheitlich purpurrot gefärbte Kopf; diese Färbung erstreckt sich auch über den Nacken- und Kehlbereich. Der gesamte Bauch, der Steiß, die Unterseite der Flügel bis zu den Handschwingen, der Hinterrücken und der Bürzel sowie die oberen Armschwingen bis zu den großen Deckfedern sind rein weiß. Der Oberrücken, die oberen Flügeldeckfedern sowie die Ober- und Unterseite der Handschwingen sind schwarz, die Federränder zeigen dort einen feinen hellen Rand. Der Schwanz ist ober- und unterseits schwarz, nur die Außenfahnen der äußersten Steuerfedern sind ganz oder teilweise weiß. Der Schnabel ist bläulich-grau und zur Spitze hin dunkler, die Iris ist dunkelbraun. Der Rotkopfspecht gehört zu den wenigen Spechten, bei denen kein sichtbarer Geschlechtsdimorphismus hinsichtlich Färbung, Größe und Gewicht besteht. In seinem Verbreitungsgebiet kann er mit keiner anderen Vogelart verwechselt werden.

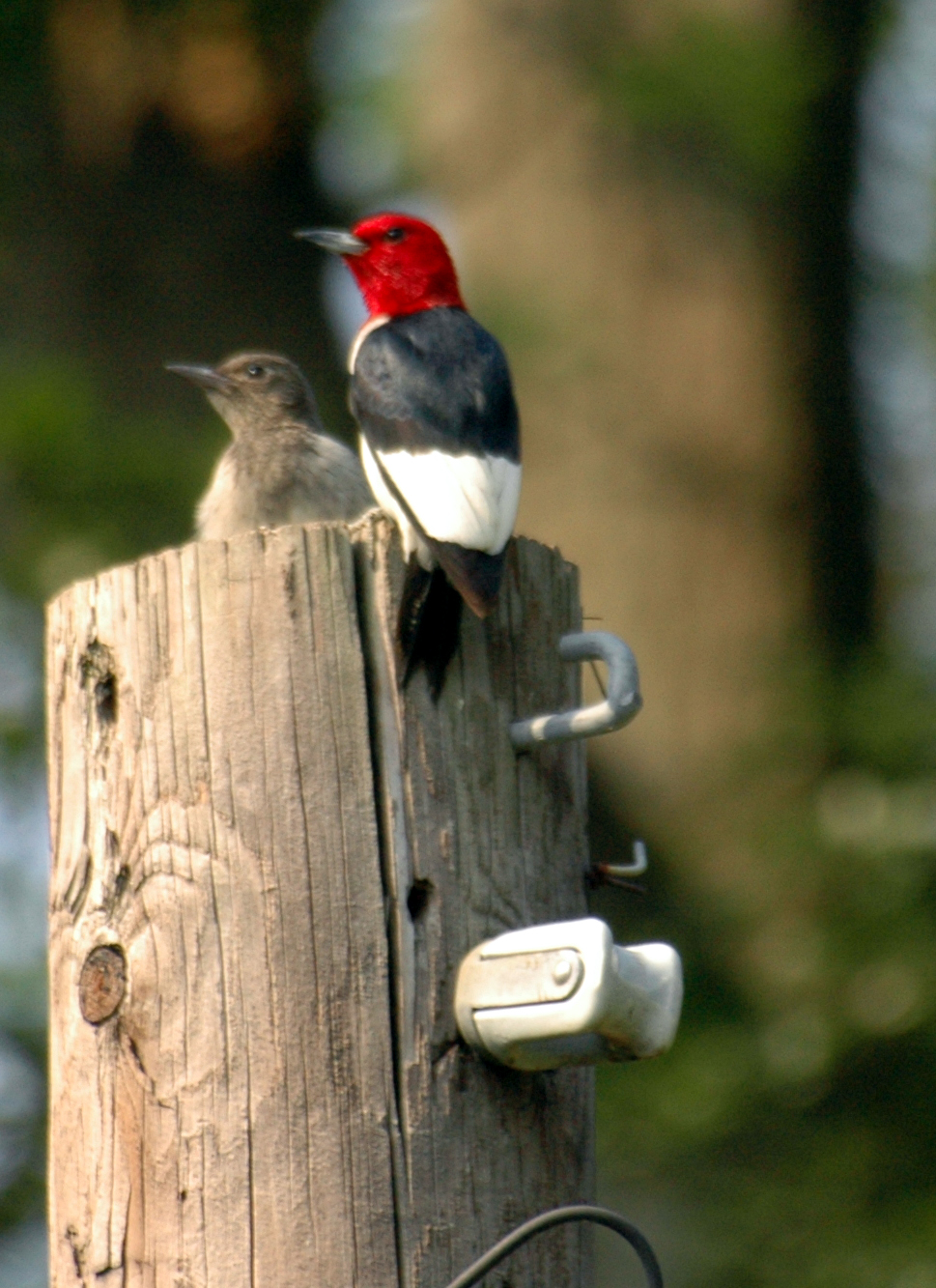
Adulter Specht mit Jungvogel

Jungvögel beiderlei Geschlechts sind deutlich von ausgefärbten Vögeln zu unterscheiden: Der Kopf- und Nackenbereich ist braungrau, die Kehle ist braungrau mit einer deutlichen schwarzen Längsstrichelung. Die Bauchseite ist weißlich, jedoch merkbar braungrau geflockt, der Rücken ist geflockt braunschwarz, die Armschwingen sind ebenfalls braungrau auf der Ober- und Unterseite subterminal gebändert. Im Spätwinter des ersten Lebensjahres wechseln die Rotkopfspechte ins Adultkleid.

## Lautäußerungen
Rotkopfspechte verfügen über ein äußerst vielfältiges Lautrepertoire; raue und kreischende Lautfolgen, die an solche von Hähern oder Würgern erinnern, überwiegen. Daneben sind aber auch gackernde, zuweilen fein zirpende Lautfolgen zu hören. Die meisten Laute sind wenig vokalisiert und deshalb nur schwer transkribierbar. Neben einem eher kurzen und nicht sehr häufigen Trommeln ist ein heiseres, mehrmals wiederholtes, explosiv ausgestoßenes Quhiiiieh… markantester territorial beziehungsweise sexuell motivierter Ruf.

## Verbreitung und Lebensraum

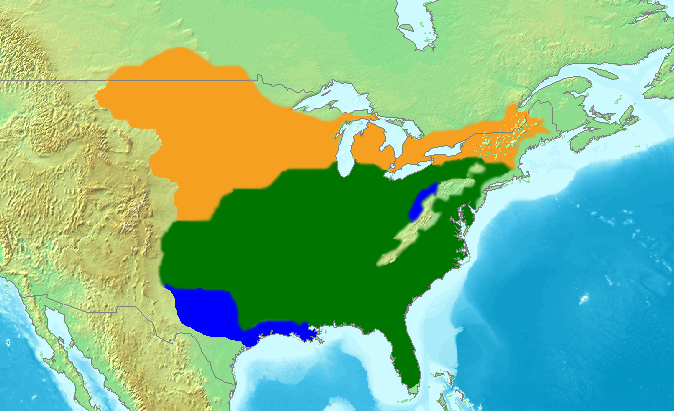
Verbreitung des Rotkopfspechts. (orange: Sommervogel; dunkelgrün: ganzjährig; blau: Wintergast)

Der Rotkopfspecht ist vor allem im Osten und Mittelwesten der USA verbreitet. Die nordöstlichsten Brutgebiete liegen in Vermont und New York, wobei die Gebirgszüge in diesen Staaten – wie beispielsweise die Adirondacks – nicht besiedelt sind. Sehr selten wird die Art auch in Südostkanada als Brutvogel festgestellt. Nach Westen erreichen die Vorkommen in Kanada das südliche Manitoba und Südsaskatchewan sowie die südlich angrenzenden Bundesstaaten der USA. Im Nordwesten liegt die Verbreitungsgrenze in Mittelmontana und zieht sich südwärts entlang der Vorberge der Rocky Mountains über Wyoming, Colorado und New Mexico bis nach Zentral- und Südtexas. Ausgehend von dieser Verbreitungsgrenze im Westen erstreckt sich das Brutgebiet der Art wieder bis zur Atlantikküste, südostwärts bis Südflorida. Nicht oder nur sehr selten dürfte die Art in den Appalachen sowie in den angrenzenden Hochlagen vorkommen.
In diesem weiten Verbreitungsgebiet ist der Rotkopfspecht heute nirgendwo häufig. Er bewohnt weitgehend offene Landschaften, die nur locker mit Laubbäumen bestanden sind; geschlossene Waldgebiete, insbesondere Nadelwaldgebiete, meidet er. Relativ hohe Abundanzen werden entlang von mit Weiden und Pappeln bestandenen Flussläufen, in von Menschen gestalteten Lebensräumen wie Obstgärten, Golfplätzen und gelegentlich auch in großen Parks festgestellt. Durch Waldbrände entstandene Freiflächen oder große Rodungen, aber auch ein durch Sturmereignisse oder Schadinsekten vergrößerter Totholzanteil können regional die Brutdichten dieser Art kurzfristig wesentlich erhöhen. Im Winter kann er auch in Hochgrassteppen weitab von Bäumen und, ergiebigen Nahrungsquellen folgend, invasionsartig in Gegenden erscheinen, in denen er sonst nicht oder nur sehr selten vorkommt.

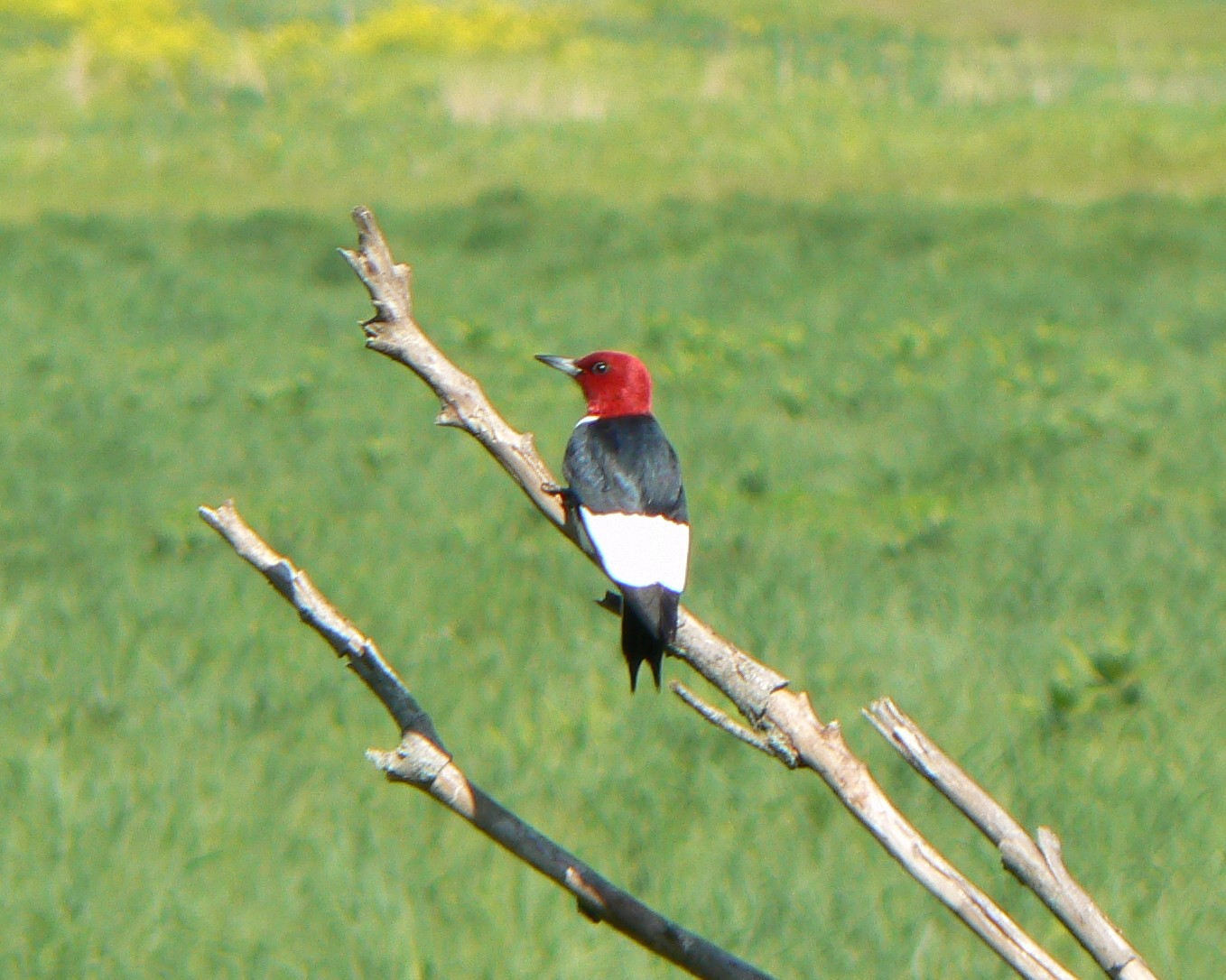
Rotkopfspecht in der für die Art typischen offenen Landschaft

## Wanderungen
Das Migrationsverhalten hängt weitgehend vom Nahrungsangebot ab, insbesondere dem an Eicheln, Ahorn- und Piniensamen. Im gesamten Verbreitungsgebiet kann keine Population als obligat ortstreu bezeichnet werden, obwohl häufig Rotkopfspechte während des Winters im Brutgebiet verweilen. Regelmäßig werden nur die nördlichsten und westlichsten Brutgebiete im Winter geräumt. Das Wanderverhalten ist eher ein ungerichtetes Umherstreifen als ein zielgerichteter Zug. So können Rotkopfspechte invasionsartig in Regionen erscheinen, in denen sie jahrzehntelang nicht gesehen wurden, oder in Gegenden, in denen sie winters häufig waren, für Jahre verschwinden. Die herbstlichen Zugbewegungen erfolgen meist bei Tage, einzeln oder in kleinen Trupps, oft mit anderen Vögeln vergesellschaftet, wie zum Beispiel dem Blauhäher. Da über den Heimzug kaum Beobachtungen vorliegen, wird angenommen, dass die Spechte nachts ziehen.

## Nahrung und Nahrungserwerb
Der Rotkopfspecht ist weitgehend omnivor. Seine Insektennahrung besteht aus Fliegen, Käfern (seltener Käferlarven), Heuschrecken, Libellen und anderen Insekten. Häufig werden auch Eier verschiedener Vogelarten und gelegentlich deren Nestlinge verzehrt. Selten dürften auch kleine Nagetiere erbeutet werden. An Vegetabilien nimmt die Art verschiedene Nüsse, die Samen und Früchte einiger Laubbaumarten zu sich, vor allem die von Ahorn und Eiche. Wesentlich sind auch kultivierte Getreidesorten, insbesondere Mais, aber auch Obst und Beeren. Eine repräsentative Untersuchung von über 400 Mageninhalten, gewonnen aus dem gesamten Verbreitungsgebiet während des ganzen Jahres, ergab eine quantitative Verteilung von 33 Prozent animalischer und 67 Prozent vegetabiler Kost.
Entsprechend seiner Verbreitung in nur locker baumbestandenen Regionen hat er einige nicht spechttypische Verhaltensweisen im Nahrungserwerb entwickelt. So ist der Rotkopfspecht trotz seiner beträchtlichen Größe ein gewandter Jäger von Fluginsekten; auf diese Art erbeutete Nahrung kann saisonal überwiegen. Insekten erbeutet er sonst durch systematisches Absuchen von Stamm- oder Astabschnitten, durch Bohren und Stochern in Ritzen und Spalten, seltener durch tiefergreifendes Aufhacken. Die Nahrungssuche erfolgt in allen Stamm- und Astabschnitten, in der Luft und auf dem Boden. Harte Nahrungsobjekte werden in Schmieden bearbeitet, um verzehrt werden zu können.
Während des gesamten Jahres, insbesondere aber im Herbst und Winter legen Rotkopfspechte Nahrungsdepots an verschiedenen Stellen an, vor allem in Stammritzen und Rindenspalten. Auch unter Bahnschwellen und Dachschindeln und an anderen, eher ungewöhnlichen Stellen wurden solche Depots gefunden. Die Nahrungsobjekte werden in die vorgefundenen Ritzen oder aufgehackten Spalten so fest eingeklemmt, dass sie von anderen Tieren nur schwer entfernt werden können; häufig werden diese Depots, in denen vor allem Nüsse, seltener auch Insekten aufbewahrt werden, durch Rindenstücke verdeckt.

## Revierverhalten und Fortpflanzung
Rotkopfspechte besetzen während des gesamten Jahres Territorien; Brut und Winterterritorien sind jedoch meist nicht identisch. Die Brutterritorien werden von beiden Partnern zumindest in den Kernbereichen energisch und gegenüber Artgenossen sehr aggressiv verteidigt; die Höhepunkte der innerartlichen Aggressivität liegen im April und im Juni, also in jenen Monaten, in denen die Erstbrut und gegebenenfalls die Zweitbrut hochgebracht wird. Nachbrutzeitlich lösen sich die Territorien auf, können aber auch in Partnerterritorien zerfallen. Die Größe der Territorien ist abhängig vom Nahrungsangebot sehr unterschiedlich; sie ist für einen Specht dieser Größe mit meist bedeutend weniger als 10 Hektar erstaunlich klein. Im Winter sind die Territorien noch kleiner, da nur die Depotplätze, nicht aber die Nahrungsquellen selbst verteidigt werden.
Der Rotkopfspecht ist eine sehr aggressive, wehrhafte Art, die in Auseinandersetzungen um Schlaf- und Bruthöhlen meist die Oberhand behält. Auch gegenüber weitaus größeren Mitbewerbern, wie dem Helmspecht, bleibt häufig der Rotkopfspecht der Sieger. Auch der eingeführte und sich sehr rasch ausbreitende Star, der für viele nordamerikanische Höhlenbrüter ein problematischer Höhlenkonkurrent geworden ist, ist gegenüber dem Rotkopfspecht nur selten erfolgreich.
Rotkopfspechte werden im ersten Lebensjahr geschlechtsreif; sie führen eine weitgehend monogame saisonale Partnerschaft, Hinweise auf Polygynie liegen jedoch vor. Wiederverpaarungen letztjähriger Brutpartner sind auf Grund der großen Brutorttreue der Art häufig. Das Balzritual besteht neben lauten Rufreihen vor allem aus gegenseitigen Flugjagden und einem, bei vielen Spechtarten häufigen „Versteckspiel“, bei dem die Partner auf gleicher Höhe auf einem Stamm einander vis à vis sitzen, abwechselnd rechts oder links hervorlugend Blickkontakt finden und, sich zeitweilig rasch um den Stamm drehend, die Positionen wechseln.
Rotkopfspechte scheinen jedes Jahr eine neue Nisthöhle anzulegen, in ihrem Lebensraum sind sie damit für viele Vögel und Säugetiere wichtige Baumhöhlenlieferanten. Die Art der Höhlenbäume variiert regional stark, Laubbäume überwiegen; auch Telegraphenmasten in sonst weitgehend baumloser Umgebung werden als Höhlenstandort gewählt. Baumarten mit weichem Holz sowie Totholz werden bevorzugt. Die Nisthöhlen liegen meist in einer Höhe über 5 Metern, sehr häufig nicht im Stamm selbst, sondern auf der Unterseite eines starken, annähernd vertikalen Astes. Dabei werden rindenlose oder stark verharzte Stamm- oder Astabschnitte auffällig bevorzugt, da diese offenbar weniger leicht von baumkletternden Schlangen erreicht werden können. Innerhalb von etwa 2–3 Wochen können beide Partner eine neue Bruthöhle anlegen, deren hochovales bis rundes Einflugloch im Durchschnitt etwas über 5 Zentimeter misst. Der Abstand der Nisthöhlen zueinander ist unterschiedlich, gelegentlich können in einem Baum oder einem Telegraphenmasten von zwei unterschiedlichen Paaren Nisthöhlen angelegt werden.
Ohne Eintrag von Nistmaterial werden auf die lockere Hackspanunterlage 4–7 (3–10) reinweiße Eier gelegt, die 25 × 19 Millimeter messen. Umfangreiche Gelege enthalten, wie bei vielen Vogelarten häufig, verkümmerte Eier. In der Regel kommt es zu zwei Bruten im Jahr, einer im April und einer im Juni. Beide Eltern brüten ab dem vorletzten Ei fest, das Männchen offenbar etwas häufiger und immer während der Nacht. Nach etwa 13 Tagen schlüpfen die Küken und werden für mindestens weitere drei Wochen anfangs von beiden Eltern, zuletzt aber mehrheitlich vom Männchen mit Futter versorgt. Gelegentlich scheint Bruthilfe vorzukommen.
Die Führungszeit danach erstreckt sich etwa über einen Monat. Nicht selten dürften Familiengruppen auch gemeinsam wandern.

## Lebenserwartung und natürliche Feinde
Die Einjahresüberlebensrate liegt bei etwa 67 Prozent. Ein nestjung beringter Vogel wurde nach 9 Jahren und 11 Monaten wiedergefunden. Für einige Greifvögel wie Wanderfalken und Rundschwanzsperber stellen Rotkopfspechte eine wichtige Nahrungsquelle dar. Eier und Nestlinge werden von verschiedenen Arten aus der Familie der Amerikanischen Kletternattern, aber auch von Säugetieren wie zum Beispiel Waschbären erbeutet.

## Systematik
Avibase nennt außer der Nominatform noch die Unterarten M. e. caurinus aus dem äußersten Westen und Südwesten des Verbreitungsgebietes, die häufig eine leichte Rotfärbung im unteren Bauchbereich aufweist, sowie die durchschnittlich kleinere und dunklere Rasse M. e. brodkorbi aus dem Südosten. Beide Unterarten finden aber vielfach keine Anerkennung.
Molekularbiologische Untersuchungen stellten als engste Verwandte dieser Spechtart westindische Melanerpes-Arten, wie den Scharlachbrustspecht (Melanerpes portoricensis) und den Guadeloupespecht (Melanerpes herminieri) fest; die von einigen Forschern vermutete nahe Verwandtschaft mit dem Eichelspecht (Melanerpes formicivorus) wurde in diesen Untersuchungen nicht bestätigt.

## Bestand und Bestandsentwicklung
Die Bestände des Rotkopfspechtes sind im gesamten Verbreitungsgebiet stark rückläufig. Die IUCN stellt ihn daher auf die sogenannte „Vorwarnliste“ („NT = near threatened“). Genaue Bestandsanalysen ergaben für die Jahre 1966–1996 im Gesamtverbreitungsgebiet einen Bestandsrückgang von jährlich durchschnittlich 2,2 Prozent; für die Jahre 1986–1996 betrug dieser Rückgang jährlich 4,7 Prozent. Besonders signifikant mit jährlichen Rückgangsquoten über 5 Prozent sind die Bestandsabnahmen im Gebiet der Großen Seen, in Florida sowie in Teilen Ohios.
Bis zur Mitte des 19. Jahrhunderts war der Rotkopfspecht ein sehr häufiger Vogel. Da er in den Maisfeldern und Obstgärten Schäden anrichtete, wurde er massiv verfolgt; in einigen Bundesstaaten wurden Abschussprämien bezahlt. Zu Beginn des 20. Jahrhunderts starb die Felsengebirgsschrecke aus, eine Heuschreckenart der Prärien und östlichen Rocky Mountains. Dadurch kamen die westlichen Bestände der Art fast zum Erlöschen. Als durch eingeführte Krankheiten die Amerikanische Kastanie und die Amerikanische Ulme beinahe flächendeckend verschwanden und die dadurch entstandenen offenen Landschaften neue Lebensräume für den Rotkopfspecht boten, erholten sich die Bestände bis zur Mitte des letzten Jahrhunderts wieder. Der zurzeit festzustellende Bestandsrückgang wird im Wesentlichen auf Habitatzerstörung, den negativen Einfluss des Autoverkehrs, sowie trotz seiner Robustheit und seines Durchsetzungsvermögens auf die rasche Ausbreitung des eingebürgerten Stars zurückgeführt.

## Sonstiges
Der Rotkopfspecht spielt in der nordamerikanischen Kulturgeschichte eine gewisse Rolle. Bei den Cherokee war er ein Symbol des Krieges und Kampfes. In Longfellows Epos The Song of Hiawatha scheint die Art ebenfalls in diesem martialischen Kontext auf. Viele unterschiedliche Namen, wie White-shirt, Half-a-shirt, Jellycoat, Flag Bird, und Flying Checker-Board belegen seine Bekanntheit im nordamerikanischen Raum.

### Einzelbelege
1. 1 2   BNA (2000)Migration
2. ↑   BNA (2000) Major Food Items
3. ↑   BNA (2000)Food Habits
4. ↑   BNA (2000) Spacing
5. 1 2 3   BNA (2000)Breeding
6. ↑   David L. Leonard: Do Abandoned Woodpecker Cavities Provide Secondary Cavity Nesters Protection from Climbing Snakes? In: Southeastern Naturalist März 2009 : Vol. 8, Issue 1, S. 121–128.
7. ↑   Megan R. Atterberry-Jones und Brian D. Peer: Cooperative Breeding by Red-Headed Woodpeckers In: The Wilson Journal of Ornithology 122(1):160-162. 2010
8. ↑   Megan R. Atterberry-Jones und Brian D. Peer: Cooperative Breeding by Red-Headed Woodpeckers In: The Wilson Journal of Ornithology 122(1):160-162. 2010
9. 1 2 3   BNA (2000)Demography
10. ↑   Datenblatt Avibase (2003) engl.
11. ↑   BNA (2000) Systematics